# Daniele Birago

Stemma dei Birago

Daniele Birago (... – 1495) è stato un arcivescovo cattolico e umanista italiano.

## Biografia
Era figlio del nobile Antonio Marcello Birago, consigliere ducale di Francesco Sforza, e di Elena Sovico.
Protonotario apostolico, venne nominato da papa Sisto IV collettore della Chiesa di Milano e nel 1489 nominato arcivescovo titolare di Mitilene. Avuta in commenda l'abbazia di Castione Marchesi, si prodigò nel restauro e chiamò nel 1485 i monaci olivetani. Nel 1482 ottenne la carica di consigliere ducale da Gian Galeazzo Maria Sforza. Fece edificare, sulle rovine dell'antico castello di Bellagio, una villa (poi Villa Serbelloni) come sua residenza estiva. Fondò a Milano nel 1485 la chiesa di Santa Maria della Passione, nella quale venne eretto il suo monumento funebre. Morì nel 1495 e lasciò tutti i suoi beni all'Ospedale Maggiore di Milano.